# Ardèvaz
L'Ardèvaz ou Ardève est un sommet suisse du canton du Valais qui atteint 1 506 mètres d'altitude.